# Odysia denticularia
Odysia denticularia är en fjärilsart som beskrevs av Walker 1860. Odysia denticularia ingår i släktet Odysia och familjen mätare. Inga underarter finns listade i Catalogue of Life.